# Hydrocotyle sagasteguii
Hydrocotyle sagasteguii är en växtart i släktet Hydrocotyle och familjen araliaväxter.
Arten förekommer i Peru. Den beskrevs av Lincoln Constance och Michael O. Dillon 1990.